# Cantagalo
Cantagalo este un oraș în unitatea federativă Minas Gerais (MG), Brazilia.